# Nacaduba latemarginata
Nacaduba latemarginata är en fjärilsart som beskrevs av Tite 1963. Nacaduba latemarginata ingår i släktet Nacaduba och familjen juvelvingar. Inga underarter finns listade i Catalogue of Life.